# Nick Stewart
Horace Stewart surnommé Nick Stewart (15 mars 1910 - 18 décembre 2000) est un acteur afro-américain de télévision et du cinéma.
Il est surtout connu pour son rôle de Lightnin' dans la série télévisée Amos and Andy, celui de Willy-Willy dans la série Ramar of the Jungle et ses rôles dans les films Go West, Young Man (1936), Dumbo et Mélodie du Sud (1946) dans lequel il prête sa voix à l'ours Boniface.

## Biographie
Horace Stewart est né le 15 mars 1910 à New York, fils de Joseph (2 mars 1888 - juillet 1976) et Albertha Stewart, récents immigrés venus des Caraïbes.
Stewart avait fondé avec sa femme Edna, le théâtre Ebony Showcase Theatre à Los Angeles qui permit à de nombreux acteurs noirs de commencer leur carrière, dont John Amos, Nichelle Nichols et Isabel Sanford. La salle a été détruite en 1996.